# Fibre textile
Pour les articles homonymes, voir Fibre (homonymie).
Une fibre textile est un matériau souple unidimensionnel, qui sert de matière première aux produits textiles. 

## Classification des fibres
On parle de fibre quand la longueur de la fibre est au moins trois fois supérieure à son diamètre, et de micro-fibre quand le diamètre de celle-ci est inférieur à 9 microns. Les fibres textiles sont classées en trois grandes catégories, : 
- les fibres naturelles : il s'agit de fibres issues d'animaux ou de végétaux[1] ;
- les fibres chimiques : il s'agit de fibres obtenues après une transformation chimique[1]. On distingue deux sous-catégories :
  - les fibres artificielles, qui sont obtenues après transformation chimique d'une  matière première naturelle[1] ;
  - les fibres synthétiques, qui sont obtenues par filage d'un polymère[1] ;
- les fibres minérales, qui sont obtenues à partir de matériaux fibreux inorganiques[2]. Elles peuvent être naturelles ou synthétiques[2].

## Fibres naturelles

### Fibres végétales
- Abaca, provenant du bananier.
- Chanvre, provenant de la tige.

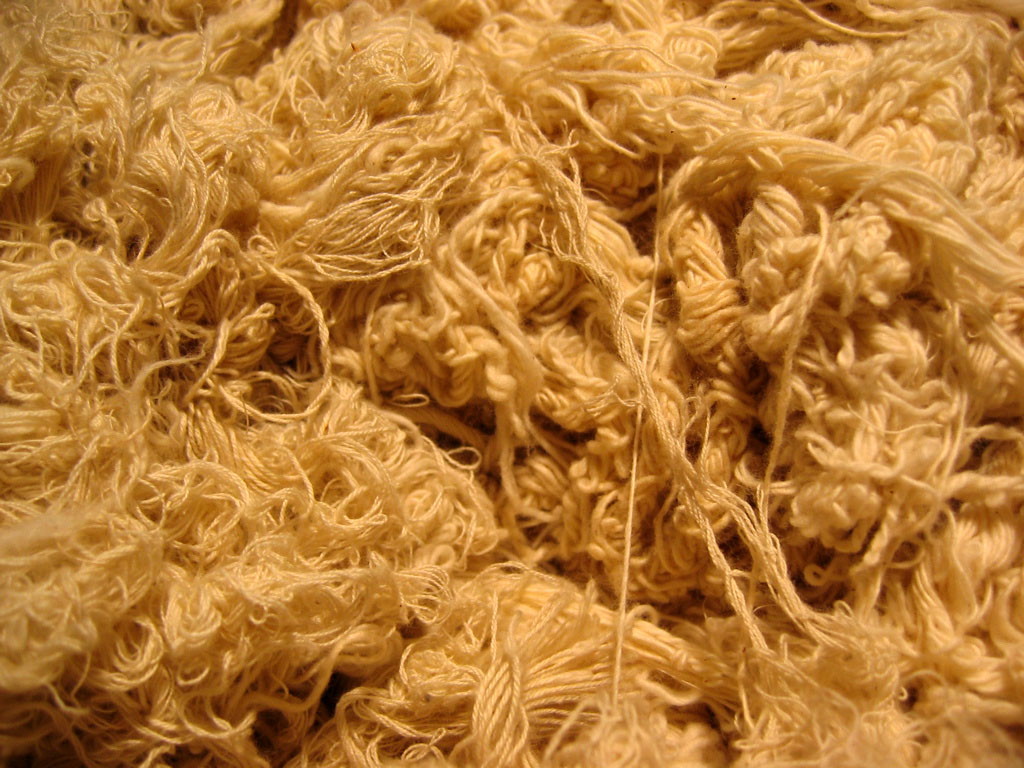
Coton

- Coir, provenant du fruit : fibre de la noix de coco.
- Coton, provenant de la graine.
- Genêt, fibre extraite du genêt d'Espagne ou spartier à tiges de jonc.
- Gucca, provenant de la feuille.
- Jute, provenant de la tige.
- Kapok, provenant de la graine.
- Kénaf, provenant de la tige.
- Latex, provenant du tissu laticifère de l'hévéa.
- Lin, fibre extraite du lin cultivé, provenant de la tige.
- Manille, provenant de la feuille.
- Ortie.
- Paille.
- Piña, provenant des feuilles d'ananas.
- Ramie, provenant de la tige.
- Raphia.
- Sisal, provenant de la feuille.
- Varech.

### Fibres animales

#### Poils
- Alpaga (lama).
- Angora (lapin angora, chèvre angora).
- Cachemire (chèvre du Cachemire).
- Chameau.
- Laine (mouton).
- Mohair (chèvre angora).
- Vigogne.
- Yack.

À l'étude, les poils de vison et de chat.

#### Sécrétion
- Fils d'araignée.
- Soie (ver à soie du genre Bombyx).
- Byssus de la grande nacre, appelé soie marine ou laine de poisson.

## Fibres chimiques
Les fibres chimiques se présentent sous deux catégories : les fibres artificielles et les fibres synthétiques. Les textiles chimiques n’existent pas dans la nature, ils sont créés par l’humain et préparés industriellement.

### Fibres artificielles
Une fibre textile artificielle est obtenue par le traitement chimique (dissolution puis précipitation) de matières naturelles : les caséines de lait pour le lanital, la cellulose de divers végétaux (écorce de pin, bambou, soja, bouleau) pour la viscose.
Ces traitements chimiques ont pour but d'obtenir un produit filable (capable de passer dans les petits trous d'une filière). À la sortie de la filière, les filaments obtenus sont, soit réunis pour former des fils continus à la manière du fil de soie, soit coupés en fibres discontinues à la manière de la laine.
Elles sont issues d'une ambition : réaliser des tissus proche de la soie et bon marché. Le véritable progrès viendra de l'emploi du cuivre par la firme J.B. Bemberg. Cette soie de cuivre ne sera détrônée qu'en 1910 par l'apparition des viscoses.

#### Exemples
- Acétate de cellulose (Rhodia).
- Alginate.
- Ardil.
- Arlan.
- Casenka.
- Coslan.
- Cupro.
- Fibrolane.
- Lanital.
- Mérinova.
- Polynosique (Meryl ou Zantrel).
- Silcool.
- Triacétate de cellulose (Rhonel).
- Vicara.
- Viscose (« fibranne » quand filé de fibres et « rayonne » quand fil de filaments).

### Fibres synthétiques
Une fibre textile synthétique est un matériau polymère cristallin obtenu après passage dans une filière. Elle est obtenue par l'extrusion de granulés obtenus par exemple à partir d'hydrocarbures ou récemment d'amidon.

## Fibres minérales

### Fibres minérales d'origine naturelle
- Amiante.
- Fibre d'argent.[réf. nécessaire]
- Fibre d'or.[réf. nécessaire]
- Fibre de quartz.
- Fibre de silicate mixte de carbone et de magnésium.[réf. nécessaire]

### Fibres inorganiques d'origine synthétique
- Fibre d'acier • Fibre d'inox.
- Fibre d'alumine.
- Fibre de basalte • Laine de roche.
- Fibre de carbone.
- Fibre de céramique.
- Fibre de verre • Laine de verre

## Caractéristiques d'une fibre
Les fibres textiles sont principalement caractérisées par leur longueur, leur finesse (diamètre) et leur propreté. Plus une fibre est longue et fine, plus le fil sera de qualité,.
La longueur de la fibre définit également le processus de filature à utiliser : le peignage pour les fibres longues, le cardage pour les fibres courtes.